# Halazepam
Halazepamul este un medicament derivat de 1,4-benzodiazepină, fiind utilizat în tratamentul anxietății. Calea de administrare disponibilă este cea orală.